# Middlesex (Nova Jérsei)
Middlesex é um distrito localizado no estado americano de Nova Jérsei, no Condado de Middlesex.

## Demografia
Segundo o censo americano de 2000, a sua população era de 13.717 habitantes.
Em 2006, foi estimada uma população de 13.746, um aumento de 29 (0.2%).

## Geografia
De acordo com o United States Census Bureau tem uma área de
9,2 km², dos quais 9,1 km² cobertos por terra e 0,1 km² cobertos por água.

## Localidades na vizinhança
O diagrama seguinte representa as localidades num raio de 8 km ao redor de Middlesex.